# Hacienda Heights
Hacienda Heights is een plaats (census-designated place) in de Amerikaanse staat Californië, en valt bestuurlijk gezien onder Los Angeles County.

## Demografie
Bij de volkstelling in 2000 werd het aantal inwoners vastgesteld op 53.122. De grootste bevolkingsgroep zijn de blanke Amerikanen. Met op de voet gevolgd door de Aziatische Amerikanen.
Bevolkingssamenstelling van 2010:
| Bevolkingsgroep       | Aantal | Percentage |
| --------------------- | ------ | ---------- |
| Blanke Amerikanen     | 21.873 | 40,5%      |
| Afro-Amerikanen       | 743    | 1,4%       |
| Inheemse Amerikanen   | 315    | 0,6%       |
| Aziatische Amerikanen | 20.065 | 37,1%      |
| Pacifische eilanders  | 99     | 0,2%       |
| Ander ras             | 9199   | 17,0%      |
| Twee of meer rassen   | 1744   | 3,2%       |
| Latino Amerikanen     | 24.608 | 45,5%      |

## Geografie
Volgens het United States Census Bureau beslaat de plaats een oppervlakte van
29,5 km², geheel bestaande uit land.

## Plaatsen in de nabije omgeving
De onderstaande figuur toont nabijgelegen plaatsen in een straal van 8 km rond Hacienda Heights.